# دانشگاه ازور
دانشگاه ازور (به پرتغالی: Universidade dos Açores) یک دانشگاه دولتی در پرتغال است که در آزور واقع شده‌است.